# Gary Schaal
Gary Stuart Schaal (* 1971 in Berlin) ist ein deutscher Politikwissenschaftler und Professor an der Helmut-Schmidt-Universität/Universität der Bundeswehr Hamburg.

## Leben
Schaal begann 1990 ein Studium der Politikwissenschaft, Germanistik und Philosophie an der Freien Universität Berlin, das er 1994 als Diplom-Politologe abschloss. Anschließend arbeitete er für drei Jahre als Lehrbeauftragter am Otto-Suhr-Institut für Politikwissenschaft der FU Berlin, wo er 1997 mit einer Arbeit über den Zusammenhang von Demokratie, Verfassung und Integration promovierte. Zwischen 1997 und 2001 war Schaal als wissenschaftlicher Mitarbeiter am Sonderforschungsbereich 537 Institutionalität und Geschichtlichkeit an der Technischen Universität Dresden tätig. Von 2001 bis 2006 arbeitete er zunächst als wissenschaftlicher Assistent und später als wissenschaftlicher Oberassistent am Institut für Sozialwissenschaften der Universität Stuttgart. Dort habilitierte er sich 2003 mit einer Arbeit über den Einfluss konstitutioneller Prozesse auf die Entwicklung von Vertrauensbeziehungen in Demokratien. Im Jahre 2006 kehrte Schaal als Heisenberg-Stipendiat an die Technische Universität Dresden zurück, bevor er im Wintersemester 2007/2008 die Vertretung der Professur für Politische Theorie und Ideengeschichte an der  übernahm. 
Seit Januar 2009 ist Schaal Inhaber der „Professur für Politikwissenschaften, insbesondere Politische Theorie“ (W3) des Instituts für Politikwissenschaft der Fakultät für Wirtschafts- und Sozialwissenschaften der Helmut-Schmidt-Universität/Universität der Bundeswehr Hamburg.

## Forschungstätigkeit
Im Rahmen seiner Forschungen beschäftigt sich Gary Schaal hauptsächlich mit der zeitgenössischen Politischen Theorie, der Verfassungstheorie, der Emotionsforschung sowie der empirischen Demokratieforschung.
Er ist Mitglied der Deutschen Vereinigung für Politische Wissenschaft, der American Political Science Association und des European Consortium for Political Research.
Seit April 2010 ist Gary Schaal zusammen mit André Brodocz und Marcus Llanque Herausgeber der Zeitschrift für Politische Theorie.

## Publikationen

### Monographien
- Integration durch Verfassung und Verfassungsrechtsprechung? Über den Zusammenhang von Demokratie, Verfassung und Integration, Berlin: Duncker & Humblot 2000 [Diss. Berlin 1997]. ISBN 3-428-10079-4
- zusammen mit Sabine Friedel und Andreas Endler: Die Karlsruher Republik. Der Beitrag des Bundesverfassungsgerichts zur Entwicklung der Demokratie und zur Integration der bundesdeutschen Gesellschaft, Bonn: Stiftung Mitarbeit 2000. ISBN 3-928-05367-1
- Vertrauen, Verfassung und Demokratie. Über den Einfluss konstitutioneller Prozesse auf die Genese von Vertrauensbeziehungen in Demokratien, Wiesbaden: VS 2004 [Habil.-Schr. Stuttgart 2003]. ISBN 3-531-14253-4
- zusammen mit Dieter Fuchs: Zeitgenössische Demokratietheoretiker, Wiesbaden: VS 2005. ISBN 3-810-04144-0
- zusammen mit Felix Heidenreich: Einführung in die Politischen Theorien der Moderne, Opladen: UTB 2006 [2., erw. u. akt. Aufl. 2009]. ISBN 3-825-22791-X
  - engl. Ausgabe: Introduction to Modern Political Theory, Opladen: Budrich 2009. ISBN 978-3-86649-095-6
- zusammen mit Hans Vorländer, André Brodocz und Steven Schäller: Die Deutungsmacht des Bundesverfassungsgerichts. Entscheidungsakzeptanz und Institutionenvertrauen, Wiesbaden: VS 2007. ISBN 3-531-13745-X
- zusammen mit Felix Heidenreich: Theorien der Gerechtigkeit. Eine Einführung, Stuttgart: UTB 2008. ISBN 3-825-23136-4

### Herausgeberschaften
- zusammen mit Andreas Wöll: Vergangenheitsbewältigung. Modelle der politischen und sozialen Integration in der bundesdeutschen Nachkriegsgeschichte, Nomos, Baden-Baden 1997. ISBN 3-7890-5032-6
- zusammen mit André Brodocz: Politische Theorien der Gegenwart. Eine Einführung, Leske + Budrich Opladen 1999, ISBN 3-810-02231-4.
- zusammen mit André Brodocz: Politische Theorien der Gegenwart II, UTB, Opladen 2001 [3. Aufl. 2009], ISBN 3-825-22219-5.
- zusammen mit André Brodocz: Politische Theorien der Gegenwart I, UTB, Opladen 2002 [4. Aufl. 2016], ISBN 3-825-22218-7.
- zusammen mit Stephan Müller und Claudia Tiersch: Dauer durch Wandel. Probleme der Verstetigung sozio-kultureller Orientierungsmuster, Böhlau, Wien 2002.
- zusammen mit André Brodocz und Marcus Llanque: Bedrohungen der Demokratie, VS, Wiesbaden 2008, ISBN 3-531-14409-X.
- Das Staatsverständnis von Jürgen Habermas, Nomos, Baden-Baden 2009, ISBN 3-832-94109-6.
- Techniken rationaler Selbstbindung. Strategien für Good (Self-)Governance, LIT, Berlin 2009, ISBN 3-825-81959-0.
- zusammen mit André Brodocz: Politische Theorien der Gegenwart III, Verkal Barbara Budrich, Opladen 2016, ISBN 978-3-8252-3880-3.